# Raptors 905 2015-2016
La stagione 2015-16 dei Raptors 905 fu la 1ª nella NBA D-League per la franchigia.
I Raptors 905 arrivarono terzi nella Atlantic Division con un record di 23-27, non qualificandosi per i play-off.

## Roster
| N° | Naz.                   | Ruolo | Sportivo         | Anno | Alt. | Peso |
| -- | ---------------------- | ----- | ---------------- | ---- | ---- | ---- |
| 0  | Stati Uniti (bandiera) | G     | Jay Harris       | 1992 | 185  | 77   |
| 0  | Stati Uniti (bandiera) | G     | John Jordan      | 1992 | 178  | 82   |
| 1  | Stati Uniti (bandiera) | G     | Shannon Scott    | 1992 | 185  | 84   |
| 2  | Stati Uniti (bandiera) | A     | DeAndre Daniels  | 1992 | 206  | 89   |
| 3  | Stati Uniti (bandiera) | G     | Melvin Johnson   | 1990 | 198  | 76   |
| 3  | Stati Uniti (bandiera) | A     | E.J. Singler     | 1990 | 198  | 98   |
| 5  | Stati Uniti (bandiera) | G     | Scott Suggs      | 1989 | 198  | 88   |
| 6  | Francia (bandiera)     | A     | Axel Toupane     | 1992 | 201  | 89   |
| 7  | Stati Uniti (bandiera) | G     | Davion Berry     | 1991 | 193  | 84   |
| 7  | Canada (bandiera)      | GA    | Nick Wiggins     | 1991 | 198  | 85   |
| 9  | Stati Uniti (bandiera) | G     | Ashton Smith     | 1989 | 188  | 87   |
| 12 | Stati Uniti (bandiera) | A     | Michale Kyser    | 1991 | 206  | 93   |
| 13 | Stati Uniti (bandiera) | A     | Ronald Roberts   | 1991 | 203  | 102  |
| 15 | Stati Uniti (bandiera) | A     | Anthony Bennett  | 1993 | 203  | 111  |
| 20 | Brasile (bandiera)     | A     | Bruno Caboclo    | 1995 | 206  | 93   |
| 21 | Stati Uniti (bandiera) | G     | Mike Anderson    | 1991 | 193  | 93   |
| 23 | Stati Uniti (bandiera) | G     | Norman Powell    | 1993 | 193  | 98   |
| 32 | Canada (bandiera)      | AC    | Keanau Post      | 1992 | 211  | 122  |
| 33 | Stati Uniti (bandiera) | A     | Walter Pitchford | 1992 | 208  | 108  |
| 34 | Canada (bandiera)      | C     | Sim Bhullar      | 1992 | 226  | 161  |
| 55 | Stati Uniti (bandiera) | G     | Delon Wright     | 1992 | 196  | 86   |
| 99 | Brasile (bandiera)     | C     | Lucas Nogueira   | 1992 | 213  | 100  |
| 99 | Stati Uniti (bandiera) | C     | Greg Smith       | 1991 | 208  | 113  |

## Staff tecnico
- Allenatore: Jesse Mermuys
- Vice-allenatori: Tim Lewis, Nathanial Mitchell, David Gale
- Preparatore atletico: Giovanni Sardella